# Pieter Bode
Pieter Bode (Ridderkerk, 23 maart 1926 - Veenendaal, 14 april 1986) was een Nederlands ambtenaar, burgemeester en CHU-politicus van streng-christelijken huize.
Pieter werd geboren als zoon van de Ridderkerkse ambtenaar Dirk Bode en zijn vrouw Adriana van der Kulk. Na het voltooien van de mulo en hbs werd hij opgeleid tot leraar in staatsrecht, boekhouden en gemeenteadministratie. Hij trouwde met Pleuntje Klootwijk, met wie hij een dochter kreeg.
Hij vervulde diverse posten als secretarie-ambtenaar in Ridderkerk, Rotterdam, Beesd en Huizen, waarna hij in 1958 tot burgemeester van Elburg werd benoemd. Daarnaast werd hij in 1962 (als fractievoorzitter) in de Provinciale Staten van Gelderland gekozen, waar hij lid van zou blijven tot 1964, en in 1963 ook in de Tweede Kamer der Staten-Generaal. Hij vervulde ook diverse bestuursfuncties binnen de CHU, waaronder lid van het dagelijks bestuur.
In de Tweede Kamer was Bode vooral bezig met Binnenlandse Zaken (gemeentelijke herindeling, financiën lagere overheden, binnenlands bestuur). Hij sprak daarnaast ook over politie-aangelegenheden, en sport, recreatie en woonwagenbeleid. In 1964 was hij woordvoerder van zijn fractie bij de behandeling van het wetsvoorstel tot instelling van het Openbaar Lichaam Rijnmond. In december 1963 was hij medeondertekenaar van een verzoekschrift aan de regering om overleg met de regering van 'het broedervolk' in Zuid-Afrika te gaan voeren om de vriendschapsbanden te verstevigen.
Hoewel hij jarenlang het Kamerlidmaatschap combineerde met het burgemeesterschap van Elburg, verliet hij in 1968 de Kamer toen hij burgemeester van Veenendaal werd. Hij raakte verwikkeld in een affaire waarbij hij beschuldigd werd van huisvredebreuk en verkrachting, waarvoor overigens geen vervolging is ingesteld. Na enige maanden met ziekteverlof te zijn geweest ging hij uiteindelijk op op 1 december 1981 met vervroegd pensioen.
Bode was hervormd, en lid van de Gereformeerde Bond tot verbreiding en verdediging van de Waarheid in de Nederlandse Hervormde (Gereformeerde) Kerk.